# Seth Faison
Seth Faison, né en 1959 à Brooklyn, New York, est un journaliste, écrivain, spécialiste de la Chine et du Tibet, directeur de communication américain. Il a remporté le prix Pulitzer en 1994.

## Biographie
Seth Faison a fait ses études à l’université Wesleyenne, où il obtint un diplôme en histoire intellectuelle européenne.
En 1984, Seth Faison se rend en Chine où il a vécu et travaillé pendant 12 ans. Il y a étudié le chinois avant de devenir journaliste à Hong Kong de 1986 à 1988, Beijing de 1988 à 1991 et Shanghai. Arrivé à Beijing en 1988, il ouvrit un bureau d’information pour le South China Morning Post, et couvrit les manifestations de la place Tiananmen en 1989.
De 1991 à 1995, il est correspondant du New York Times à New York pour les affaires juridiques et économiques.
En 1994, il est membre de l'équipe qui remporta le prix Pulitzer pour sa couverture de l’information sur l'attentat du World Trade Center de 1993.
Entre 1995 et 2000 Seth Faison dirigea le bureau de Shanghai du New York Times.
En 2004, il publia un livre sur les changements économique et sociaux que connaît actuellement la Chine. L'ouvrage relate sa connaissance de la Chine et du Tibet, dont le massacre de la place Tiananmen, le trafic de personnes, et le mouvement Falun Gong, parmi les bouleversements politiques et sociaux témoignant de la route incertaine de la Chine vers le capitalisme et sa place dans le monde. Il rapporte sa rencontre de Jin Xing, un chorégraphe et le premier citoyen chinois ouvertement transsexuel,.
Depuis 2006, Seth Faison dirige les bureaux new-yorkais de Sitrick and Company (en), l’un des leaders en communications.
En 2012, Seth Faison a été nommé directeur de la communication du Fonds mondial de lutte contre le sida, la tuberculose et le paludisme.
Il est marié à Siobhan Darrow.

## Ouvrage
South of the Clouds: Exploring the Hidden Realms of China, St. Martin's Press, 2004  (ISBN 0312306407 et 9780312306403)